# Lijst van personen uit Ravenna
Deze chronologische lijst van personen uit Ravenna bevat mensen die in deze Italiaanse stad zijn geboren en een artikel hebben op de Nederlandstalige Wikipedia.

## Geboren in Ravenna

### Voor 1800

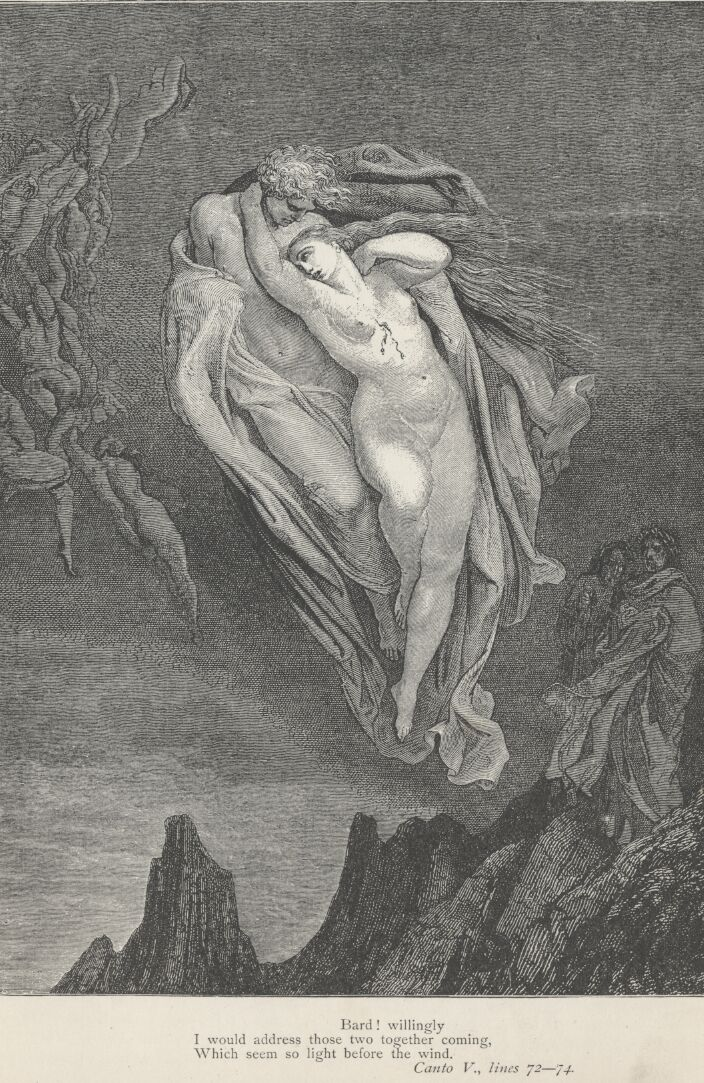
Francesca da Rimini (1255-1285)

- Valentinianus III (419–455), West-Romeins keizer
- Romualdus, (ca. 952–1027), heilige stichter van de orde der witte benedictijnen
- Petrus Damiani (ca. 1006–1072), theoloog
- Francesca da Rimini (1255-1285), dochter van Guido da Polenta, heer van Ravenna
- Samaritana da Polenta (14e eeuw), gemalin van Antonio Della Scala, heer van Verona
- Barbara Longhi (1552–1638), schilder
- Fabrizio Savelli (1607-1659), kardinaal

### 1800–1899

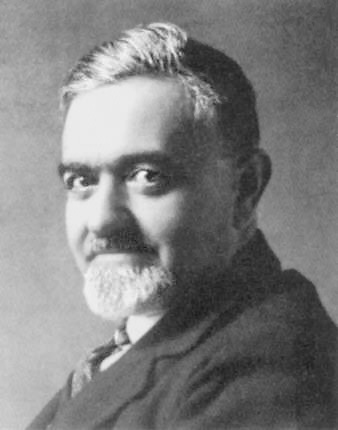
Wiskundige Giuseppe Vitali (1875–1932)

- Teresa Guiccioli (1800–1873), gravin
- Francesco Salesio Della Volpe, (1844–1916), kardinaal
- Giuseppe Vitali (1875–1932), wiskundige
- Renzo Morigi (1895–1962), sportschutter

### 1900–1999
- Franco Manzecchi (1931–1979), jazzdrummer
- Giuliano Bernardi (1939–1977), operazanger
- Andrea Mandorlini (1960), voetballer en -trainer
- Carlo Simionato (1961), sprinter
- Davide Ballardini (1964), voetballer en -trainer
- Andrea Collinelli (1969), wielrenner
- Fabio Fabiani (1974), autocoureur
- Daniela Gattelli (1975), beachvolleyballer
- Marco Melandri (1982), motorcoureur
- Michael Fabbri (1983), voetbalscheidsrechter
- Gionata Mingozzi (1984–2008), voetballer
- Martina Piemonte (1997), voetbalster

### Vanaf 2000
- Cesare Casadei (2003), voetballer